# 田蔓莎
田蔓莎（？—），中国川剧表演艺术家，一级演员，四川省青联副主席，四川省川剧学校副校长，四川省青年川剧团副团长，中国戏剧梅花奖二度梅获得者。